# 純愛不協和音
《純愛不協和音》為2022年7月14日至2022年9月22日於富士電視台週四劇場時段播出的電視連續劇。由中島裕翔主演。
台灣由KKTV、LINE TV於7月15日起跟播。

## 登場人物

### 主要人物
- 新田正樹：中島裕翔（Hey! Say! JUMP）

桐谷高校的音樂教師。因前任教師失蹤而赴任。
- 和泉冴：吉川愛

就讀於桐谷高校的女子高中生。正樹班上的學生。

### 桐谷高校
- 碓井愛菜美：比嘉愛未[3]

國文教師。正樹的同事。
- 朝比慎太郎：高橋優斗（小傑尼斯 / HiHi Jets）[3]

冴的兒時玩伴、同學，讀同一間學校。
- 小坂由希乃：筧美和子[4]

前任音樂教師。正樹的大學前輩。
- 影山勉：手塚徹[5]

教頭。
- 加賀美理：真島秀和[4]

教師、冴的班主任。
- 常松翔太：浦上晟周

冴的同學。
- 高田蓮：丈太郎

冴的同學。
- 染谷結奈：伊藤萌萌香

冴的同學。

### 正樹的相關人物
- 新田秀雄：神保悟志[5]

正樹的父親；立秀學園理事長。
- 新田景子：舟木幸

正樹的母親。
- 碓井賢治：光石研[4]

5年後正樹就職的不動產公司「Monolis Estate」社長。

### 冴的相關人物
- 和泉靜：富田靖子[4]

冴的母親。
- 路加雄介：佐藤隆太[3]

開發交友軟體的IT公司社長，也是冴打工地點的上司。

### 愛菜美的相關人物
- 碓井北都：和田正人[5]

愛菜美的哥哥。

### 合租屋的居民
- 園田莉子：畑芽育[5]

冴和慎太郎居住的合租屋室友。
- 村上晴翔：藤原大祐[5]

冴和慎太郎居住的合租屋室友。

## 製作團隊
- 編劇：玉田真也、大林利江子、倉光泰子、武井彩
- 導演：木村真人、土方政人、菊川誠（共同電視台）
- 主題曲：Hey! Say! JUMP《Fate or Destiny》（J Storm）[6]
- 音樂：橫山克
- 編成企劃：高野舞
- 製作人：森安彩、關本純一（共同電視台）
- 製作：富士電視台
- 製作著作：共同電視台

## 播放日程
- 第1集加長15分鐘（22:00 - 23:09）。

| 集數                                                                      | 播出日期 | 標題 | 編劇       | 導演     | 收視率 |
| ------------------------------------------------------------------------- | -------- | ---- | ---------- | -------- | ------ |
| 第1話                                                                     | 7月14日  |      | 玉田真也   | 木村真人 | 4.8%   |
| 第2話                                                                     | 7月21日  |      | 大林利江子 | 土方政人 | 4.3%   |
| 第3話                                                                     | 7月28日  |      | 大林利江子 | 木村真人 | 4.4%   |
| 第4話                                                                     | 8月04日  |      | 玉田真也   | 木村真人 | 3.7%   |
| 第5話                                                                     | 8月11日  |      | 倉光泰子   | 土方政人 | 3.8%   |
| 第6話                                                                     | 8月18日  |      | 倉光泰子   | 菊川誠   | 3.7%   |
| 第7話                                                                     | 8月25日  |      | 武井彩     | 木村真人 | 3.6%   |
| 第8話                                                                     | 9月01日  |      | 大林利江子 | 土方政人 | 3.9%   |
| 第9話                                                                     | 9月08日  |      | 武井彩     | 菊川誠   | 3.9%   |
| 第10話                                                                    | 9月15日  |      | 大林利江子 | 菊川誠   | 3.2%   |
| 最終話                                                                    | 9月22日  |      | 大林利江子 | 木村真人 | 3.9%   |
| 平均收視率 3.9%（收視率由Video Research調查關東地區、家戶的即時統計資料） |          |      |            |          |        |

## 衍生劇集

### 網路電視劇
衍生劇集《純愛不協和音 轉調〜空白的5年間〜》於8月18日（第6話播放結束後）在網路動畫平台・TVer播出。

#### 登場人物（網路電視劇）
- 新田正樹：中島裕翔
- 和泉冴：吉川愛
- 碓井愛菜美：比嘉愛未
- 朝比慎太郎：高橋優斗
- 路加雄介：佐藤隆太
- 碓井賢治：光石研
- 園田莉子：畑芽育
- 和泉靜：富田靖子（回想）
- 寺尾優：溝口琢矢
- 路加的妻子：東山結衣
- 路加的女兒：三好菜子
- 路加曾經的上司：山田義晴
- 正樹曾經的上司：兒玉貴志
- 正樹曾經同事：橋本全一（回想）
- 被Monolis Estate切割的商業夥伴：小沼朝生
- 冴的打工地點的店長：比佐仁
- 冴的打工地點的同事：森脇梨梨夏、宮野真菜

#### 製作團隊（網路電視劇）
- 編劇：武井彩

#### 播放日程（網路電視劇）
| 集數  | 播放開始日 |
| ----- | ---------- |
| 第1話 | 8月18日    |

## 外部連結
- 電視劇官方網站（日語）
  - 純愛不協和音的X（前Twitter）（日語）
  - 純愛不協和音的Instagram帳戶

| 日本 富士電視台 週四劇場            | 日本 富士電視台 週四劇場                | 日本 富士電視台 週四劇場 |
| ----------------------------------- | --------------------------------------- | ------------------------ |
|                                     | 純愛不協和音 （2022年7月14日－9月22日） |                          |
| 麻煩一族 （2022年4月21日－6月30日） | silent （2022年10月6日－12月22日）      |                          |